# Luboš Měkota
Luboš Měkota (22. května 1957 – 9. března 2013, Voškov u Karlštejna) byl český horník a odborář, později privatizátor Mostecké uhelné, podnikatel a miliardář. Se svým majetkem se řadil mezi nejbohatší obyvatele České republiky. Část peněz z privatizace Mostecké uhelné investoval do realit, solárních elektráren, médií (Metropol TV, TV Pětka) či vzdělání (Vysoká škola finanční a správní). V roce 2011 ho švýcarská prokuratura v souvislosti s privatizací Mostecké uhelné spolu s dalšími obvinila z praní špinavých peněz, podvodu a falšování dokumentů.
V dolech začínal jako revírník, později se stal šéfem odborů komořanské úpravny uhlí, v roce 1995 se stal personálním ředitelem Mostecké uhelné společnosti. V době privatizace Mostecké uhelné společnosti byl spolu s Antonínem Koláčkem a Oldřichem Klimeckým jejím ředitelem.
Byl členem správní rady (od roku 2007 předsedou) Vysoké školy finanční a správní. V rámci vyšetřování privatizace Mostecké uhelné mu švýcarská prokuratura zabavila mj. osobní konto se zůstatkem 205 milionů švýcarských franků (přes 4 miliardy Kč), v roce 2012 mu byl obstaven majetek také v České republice, kvůli čemuž se mj. nemohl dále podílet na financování svých televizí.
Zemřel náhle na golfovém hřišti u Karlštejna v 55 letech, pravděpodobně na náhlou srdeční příhodu.